# 达鲁古城之战
达鲁古城之战，1115年（金太祖收国元年、辽天祚帝天庆五年）正月，金辽战争中，金朝军队在达鲁古城（今吉林省扶余市西北土城子）以少击多大败辽朝军队的作战。
1114年，女真起兵反辽，辽军在宁江州之战（今吉林省扶余市北伯都纳古城）、出河店之战（今黑龙江省肇源县西南）全部失败。天祚帝派都统耶律斡里朵、左副都统萧乙薛、右副都统耶律章奴等率骑兵号称二十万、步卒七万至达鲁古城。1115年正月初一，女真完颜部都勃极烈完颜阿骨打称帝，是为金太祖，汉名旻，建大金国，年号收国。正月初五，金太祖率军往攻黄龙府（今吉林省农安县），兵临益州（今吉林省农安县北小城子），辽朝益州守军弃城，逃往黄龙府。金太祖听说辽军重兵在达鲁古城，于是转兵迎战。抵达宁江州西，辽朝派僧家奴前来议和，没有成功。正月二十九日，金军抵达达鲁古城，抢占高地。金太祖登高观察辽军虚实，辽兵虽多但阵散情怯，于是结阵攻击。金军完颜宗雄率右翼先出，击辽朝左军。辽军稍稍退却，金太祖命左翼迂回辽军阵后，派完颜娄室、完颜银术可军直冲辽国中军。完颜娄室等人九次陷于辽阵，力战退出，太祖命完颜宗爃出中军为疑兵，分开辽军兵势。辽军阵乱，完颜宗雄猛攻辽朝右军，辽军败退，入城自保。第二天黎明，辽军突围北逃。金军向北追到阿娄冈，歼灭辽朝步军后班师。